# Echipa națională de rugby a Țării Galilor
Echipa națională de rugby a Țării Galilor reprezintă Țara Galilor în meciurile internaționale de rugby, Țara Galilor fiind una dintre națiunile majore din rugby-ul internațional.
Țara Galilor participă anual împreună cu echipele naționale de rugby ale Angliei, Franței, Irlandei, Italiei și a Scoției la Turneul celor Șase Națiuni, principala competiție anuală de rugby internațional din emisfera de nord. Țara Galilor este una dintre echipele fondatoare ale turneului în anul 1883. Până în anul 2007, Țara Galilor a câștigat 23 de ediții ale turneului, reușind să realizeze 9 Grand-slam-uri. A participat la toate edițiile Campionatului Mondial de Rugby, cel mai bun rezultat al său în această competiție fiind locul 3 la ediția inaugurală din 1987.